# Bandabstandsreferenz
Als Bandabstandsreferenz (englisch bandgap voltage reference) bezeichnet man eine Referenzspannungsquelle, deren Ausgangsspannung aus der wegen der Bandlücke auftretenden Flussspannung einer Halbleiter-Diode gewonnen wird. Halbleiterdioden haben je nach Material eine andere Flussspannung. Üblicherweise wird jedoch Silizium verwendet. Da die Flussspannung temperaturabhängig ist, muss der Temperaturbeiwert kompensiert werden, wenn eine temperaturunabhängige Referenzspannung erzielt werden soll.
Die typische Klemmenspannung einer Spannungsreferenz-Grundschaltung ist bei Silizium etwa 1,2 V und liegt damit Nahe bei dem theoretischen Wert der Bandlücke von 1,17 eV bei einer Temperatur von 0 K. Mittels Bandabstandsreferenzen bereitgestellte Referenzspannungsquellen haben in der Elektronik eine große Verbreitung. Angewendet werden sie beispielsweise in integrierten Spannungsreglern (Linearregler, Schaltregler), und vielen Analog-Digital-Wandlern.
Die Entwicklung der ersten Bandabstandsreferenz aus dem Jahr 1971 geht auf Arbeiten von Robert Widlar bei National Semiconductor zurück. Es folgte 1974 die von Paul Brokaw bei Analog Devices entwickelte und nach ihm benannte Brokaw-Bandabstandsreferenz, deren Schaltung die Grundlage vieler Schaltungsvarianten von Bandabstandsreferenzen ist. Einen Überblick über die verschiedenen Schaltungsvarianten liefert Robert Allen Pease in seinem Artikel englisch The Design of Band-Gap Reference Circuits: Trials and Tribulations.

## Funktion
Zur Realisierung einer Bandabstandsreferenz gibt es unterschiedliche Ansätze. Nachfolgend wird ein an die Brokaw-Bandabstandsreferenz angelehnter Ansatz schrittweise analysiert.

### Arbeitspunktregelung

Schaltung zur Demonstration der Arbeitspunktregelung

Das Bild unten zeigt eine Bandabstandsreferenz, reduziert auf den Regelkreis zur Stabilisierung von {\displaystyle I_{\mathrm {C1/C2} }}. Die Rückkopplung ist so angelegt, dass {\displaystyle U_{\mathrm {R1} }} und {\displaystyle U_{\mathrm {R2} }} gleiche Werte annehmen. Von entscheidender Bedeutung ist, dass T1 einen höheren Sperrsättigungsstrom {\displaystyle I_{\mathrm {S} }} aufweist, was konstruktiv durch Parallelschalten mehrerer identischer Transistoren erreicht wird.
{\displaystyle R_{1}=R_{2}}
{\displaystyle U_{\mathrm {R1} }=R_{1}\cdot I_{\mathrm {C1} }}
{\displaystyle U_{\mathrm {R2} }=R_{2}\cdot I_{\mathrm {C2} }}
{\displaystyle I_{\mathrm {C} }=I_{\mathrm {S} }\cdot e^{\frac {U_{\mathrm {BE} }}{U_{\mathrm {T} }}}\cdot \left(1+{\frac {U_{\mathrm {CE} }}{U_{A}}}\right)} ; (Großsignalgleichung des Bipolartransistors)
{\displaystyle I_{\mathrm {C} }\approx I_{\mathrm {S} }\cdot e^{\frac {U_{\mathrm {BE} }}{U_{\mathrm {T} }}}}
{\displaystyle I_{\mathrm {S1} }=n\cdot I_{\mathrm {S2} }}
{\displaystyle I_{\mathrm {C1} }=n\cdot I_{\mathrm {S2} }\cdot e^{\frac {U_{\mathrm {BE1} }}{U_{\mathrm {T} }}}}
{\displaystyle I_{\mathrm {C2} }=I_{\mathrm {S2} }\cdot e^{\frac {U_{\mathrm {BE2} }}{U_{\mathrm {T} }}}}
- UT: Temperaturspannung

Übertragungskennlinien der beiden Schaltungsteile für
I_{S2} = 1 · 10^{−15} A
n = 10
R3 = 100 Ω
U_{T} = 25,9 mV
Für die Referenzspannung ergibt sich:
U_{Ref} ≈ 702 mV

Durch den höheren Sperrsättigungsstrom weist T1 einen höheren Verstärkungsfaktor gegenüber {\displaystyle U_{\mathrm {BE1} }} auf. Der Widerstand {\displaystyle R_{3}} führt jedoch mit zunehmendem Emitterstrom {\displaystyle I_{\mathrm {E} }} zu einer Gegenkopplung und sorgt für einen flachen Kennlinienverlauf. Irgendwann holt T2, dessen Basisanschluss mit T1 parallel liegt, in der Übertragungskennlinie auf. Die Ausgangsspannung {\displaystyle U_{\mathrm {ref} }} des Differenzverstärkers stabilisiert sich an dem Punkt, an dem sich beide Kennlinien schneiden. Dort leiten beide Transistoren den gleichen Strom.
{\displaystyle U_{\mathrm {Basis} }=\Delta U_{\mathrm {BE} }+U_{\mathrm {BE1} }=U_{\mathrm {BE2} }}
{\displaystyle I_{\mathrm {C} }\approx I_{\mathrm {E} }}
{\displaystyle I_{\mathrm {C1} }=I_{\mathrm {C2} }}
Der Arbeitspunkt berechnet sich wie folgt:
{\displaystyle \Delta U_{\mathrm {BE} }+U_{\mathrm {BE1} }=U_{\mathrm {BE2} }\ \Leftrightarrow \ \Delta U_{\mathrm {BE} }=U_{\mathrm {BE2} }-U_{\mathrm {BE1} }}
{\displaystyle U_{\mathrm {BE} }=U_{\mathrm {T} }\cdot \ln {\frac {I_{\mathrm {C} }}{I_{\mathrm {S} }}}\ \Leftrightarrow \ I_{\mathrm {C} }=I_{\mathrm {S} }\cdot e^{\frac {U_{\mathrm {BE} }}{U_{\mathrm {T} }}}}
{\displaystyle U_{\mathrm {BE1} }=U_{\mathrm {T} }\cdot \ln {\frac {I_{\mathrm {C1} }}{n\cdot I_{\mathrm {S2} }}}\ \ ;\ \ U_{\mathrm {BE2} }=U_{\mathrm {T} }\cdot \ln {\frac {I_{\mathrm {C2} }}{I_{\mathrm {S2} }}}}
{\displaystyle \Delta U_{\mathrm {BE} }=U_{\mathrm {BE2} }-U_{\mathrm {BE1} }=U_{\mathrm {T} }\cdot \ln {\frac {I_{\mathrm {C2} }}{I_{\mathrm {S2} }}}-U_{\mathrm {T} }\cdot \ln {\frac {I_{\mathrm {C1} }}{n\cdot I_{\mathrm {S2} }}}}
{\displaystyle \ln a-\ln b=\ln {\frac {a}{b}}\ ;\ I_{\mathrm {C1} }=I_{\mathrm {C2} }}
Zusammengefasst und gekürzt resultiert die Formel:
{\displaystyle \Delta U_{\mathrm {BE} }=U_{\mathrm {T} }\cdot \ln {n}\ ;\ U_{\mathrm {T} }={\frac {k_{\mathrm {B} }\cdot T}{e_{0}}}}
- {\displaystyle k_{\mathrm {B} }}: Boltzmann-Konstante
- {\displaystyle e_{0}}: Elementarladung

In die Gleichung für den Strom {\displaystyle I_{\mathrm {C1} }} eingesetzt ergibt das:
{\displaystyle I_{\mathrm {C2} }=I_{\mathrm {C1} }={\frac {\Delta U_{\mathrm {BE} }}{R3}}={\frac {U_{\mathrm {T} }\cdot \ln {n}}{R3}}}
Daraus lässt sich schließlich die Ausgangsspannung mit der folgenden Gleichung ermitteln.
{\displaystyle U_{\mathrm {Ref} }=U_{\mathrm {Basis} }=U_{\mathrm {BE2} }=U_{\mathrm {T} }\cdot \ln {\frac {I_{\mathrm {C2} }}{I_{\mathrm {S2} }}}}

### Temperaturkoeffizient
Die Bedingung
{\displaystyle \Delta U_{\mathrm {BE} }+U_{\mathrm {BE1} }=U_{\mathrm {BE2} }}
gilt für alle Temperaturwerte und führt direkt zur Bedingung
{\displaystyle {\frac {\mathrm {d} \Delta U_{\mathrm {BE} }}{\mathrm {d} T}}+{\frac {\mathrm {d} U_{\mathrm {BE1} }}{\mathrm {d} T}}={\frac {\mathrm {d} U_{\mathrm {BE2} }}{\mathrm {d} T}}}.
Damit gilt für die Spannung {\displaystyle U_{\mathrm {Basis} }}:
{\displaystyle {\frac {\mathrm {d} U_{\mathrm {Basis} }}{\mathrm {d} T}}={\frac {\mathrm {d} U_{\mathrm {BE2} }}{\mathrm {d} T}}}
In guter Näherung gilt dabei die Temperaturdrift von {\displaystyle U_{\mathrm {BE} }} bei konstantem Kollektorstrom {\displaystyle I_{\mathrm {C} }}
{\displaystyle {\frac {\mathrm {d} U_{\mathrm {BE} }}{\mathrm {d} T}}={\frac {U_{\mathrm {BE} }-(4+M)\cdot U_{\mathrm {T} }-U_{\mathrm {G} }}{T}}}
- {\displaystyle M}: Herstellungsparameter, Wertebereich −1,0 bis −1,5
- {\displaystyle U_{\mathrm {G} }}: Bandabstandsspannung von Silizium (UG(300 K) = 1,12 V)

### Temperaturkompensation
Wie gezeigt, weist die Ausgangsspannung {\displaystyle U_{\mathrm {ref} }} (= {\displaystyle U_{\mathrm {BE} }}) noch eine deutliche Temperaturabhängigkeit auf, die in der Praxis etwa −1,7 mV/K beträgt. Des Weiteren besitzen {\displaystyle I_{\mathrm {C1} }} und damit auch {\displaystyle I_{\mathrm {C2} }} einen positiven Temperaturkoeffizienten. Die Erweiterung der verbesserten Schaltung (siehe unten) besteht aus dem Widerstand {\displaystyle R_{4}}, über den die Ströme {\displaystyle I_{\mathrm {C1} }} und {\displaystyle I_{\mathrm {C2} }} geleitet werden und macht sich deren Temperaturkoeffizienten zunutze.
Die Temperaturabhängigkeit für {\displaystyle I_{\mathrm {C1/C2} }} zeigt diese Formel aus dem Abschnitt Arbeitspunktregelung, sofern gilt: {\displaystyle R_{1}=R_{2}}:
{\displaystyle I_{\mathrm {C2} }=I_{\mathrm {C1} }={\frac {\Delta U_{\mathrm {BE} }}{R_{3}}}={\frac {U_{\mathrm {T} }\cdot \ln {n}}{R_{3}}}\ ;\ U_{\mathrm {T} }={\frac {k_{\mathrm {B} }\cdot T}{e_{0}}}}
Die weitere Rechnung zeigt, wie diese Abhängigkeit genutzt werden kann, um {\displaystyle U_{\mathrm {Temp} }} mit einem definierten Temperaturbeiwert auszustatten, der die Drift der Basis-Emitter-Spannung kompensiert.

Schaltung zur Demonstration der Temperaturkompensation

Ermittlung des Temperaturkoeffizienten von {\displaystyle U_{\mathrm {Temp} }}:
{\displaystyle U_{\mathrm {Temp} }=R_{4}\cdot \left(I_{\mathrm {C1} }+I_{\mathrm {C2} }\right)}
{\displaystyle I_{\mathrm {C1} }={\frac {\Delta U_{\mathrm {BE} }}{R_{3}}}\ \ ;\ \ I_{\mathrm {C1} }+I_{\mathrm {C2} }=2\cdot I_{\mathrm {C1} }}
{\displaystyle U_{\mathrm {Temp} }=R_{4}\cdot 2\cdot I_{\mathrm {C1} }=R_{4}\cdot {\frac {\Delta U_{\mathrm {BE} }}{R_{3}}}\cdot 2=2\cdot U_{\mathrm {T} }\ln n\cdot {\frac {R_{4}}{R_{3}}}}
{\displaystyle {\frac {\mathrm {d} U_{\mathrm {Temp} }}{\mathrm {d} T}}=2\cdot {\frac {\mathrm {d} U_{\mathrm {T} }}{\mathrm {d} T}}\cdot {\frac {R_{4}}{R_{3}}}\cdot \ln {n}=2\cdot {\frac {U_{\mathrm {T} }}{T}}\cdot {\frac {R_{4}}{R_{3}}}\cdot \ln {n}}
Kompensationsbedingung:
{\displaystyle {\frac {\mathrm {d} U_{\mathrm {Temp} }}{\mathrm {d} T}}=-{\frac {\mathrm {d} U_{\mathrm {Basis} }}{\mathrm {d} T}}={\frac {U_{\mathrm {T} }}{T}}\cdot 2\cdot {\frac {R_{4}}{R_{3}}}\cdot \ln {n}}
{\displaystyle m={\frac {R_{4}}{R_{3}}}=-{\frac {\mathrm {d} U_{\mathrm {Basis} }}{\mathrm {d} T}}\cdot {\frac {T}{U_{\mathrm {T} }}}\cdot {\frac {1}{2\cdot \ln n}}}
Zahlenbeispiel: n = 10
{\displaystyle m={\frac {R_{4}}{R_{3}}}=-1\cdot \left(-1{,}7\,\mathrm {\frac {mV}{K}} \right)\cdot {\frac {300\,\mathrm {K} }{25{,}9\,\mathrm {mV} }}\cdot {\frac {1}{2\cdot \ln 10}}\approx 4{,}28}

### Ausgangsspannung
Die Ausgangsspannung {\displaystyle U_{\mathrm {ref} }} erhöht sich durch das Einfügen der Temperaturkompensation und liegt im Bereich der Bandabstandsspannung {\displaystyle U_{\mathrm {G} }} des verwendeten Halbleiters. Beim anvisierten Wert von UG(0 K) = 1,205 V handelt es sich um die extrapolierte Bandabstandsspannung bei 0 K ausgehend von der Bezugstemperatur T. Tatsächlich weist die Bandabstandsspannung von Halbleitern bei tiefen Temperaturen kein lineares Verhalten auf, weswegen die echte Bandlücke 1,17 V beträgt. In einem Zahlenbeispiel soll die resultierende Ausgangsspannung ermittelt werden.
{\displaystyle U_{\mathrm {ref} }=U_{\mathrm {BE2} }+U_{\mathrm {Temp} }}
Parameter:
IS0 = 1 · 10 −15; n = 10; IS1 = n · IS0; IS2 = IS0; R3 = 100 Ω; M = 1,5; T = 300 K
Im ersten Schritt muss der Arbeitspunkt und somit {\displaystyle I_{\mathrm {C1/C2} }} bestimmt werden.
{\displaystyle I_{\mathrm {C2} }=I_{\mathrm {C1} }={\frac {\Delta U_{\mathrm {BE} }}{R3}}={\frac {U_{\mathrm {T} }\cdot \ln {n}}{R_{3}}}={\frac {25{,}9\,\mathrm {mV} \cdot \ln {10}}{100}}=0{,}596\,\mathrm {mA} }
{\displaystyle U_{\mathrm {Basis} }=U_{\mathrm {BE2} }=U_{\mathrm {T} }\cdot \ln {\frac {I_{\mathrm {C2} }}{I_{\mathrm {S2} }}}=25{,}9\,\mathrm {mV} \cdot \ln {\frac {0{,}596\,\mathrm {mA} }{1\cdot 10^{-15}}}=702\,\mathrm {mV} }
Aus {\displaystyle U_{\mathrm {Basis} }}, {\displaystyle I_{\mathrm {C1/C2} }} und den Parametern kann nun R4 der für die Temperaturkompensation und die Spannung UTemp errechnet werden.
{\displaystyle {\frac {\mathrm {d} U_{\mathrm {BE} }}{\mathrm {d} T}}={\frac {U_{\mathrm {BE} }-(4+M)\cdot U_{\mathrm {T} }-U_{\mathrm {G} }+U_{\mathrm {T} }}{T}}={\frac {702\,\mathrm {mV} -(4-1{,}5)\cdot 25{,}9\,\mathrm {mV} -1120\,\mathrm {mV} }{300\,\mathrm {K} }}=-1{,}61\,\mathrm {\frac {mV}{K}} }
{\displaystyle m={\frac {R_{4}}{R_{3}}}=-{\frac {\mathrm {d} U_{\mathrm {Basis} }}{\mathrm {d} T}}\cdot {\frac {T}{U_{\mathrm {T} }}}\cdot {\frac {1}{2\cdot \ln n}}=-1\cdot \left(-1{,}61\,\mathrm {\frac {mV}{K}} \right)\cdot {\frac {300\,\mathrm {K} }{25{,}9\,\mathrm {mV} }}\cdot {\frac {1}{2\cdot \ln 10}}\approx 4{,}05}
{\displaystyle R_{4}=m\cdot R_{3}=4{,}05\cdot 100\,\Omega =405\,\Omega }
{\displaystyle U_{\mathrm {Temp} }=2\cdot I_{\mathrm {C1} }\cdot R_{4}=2\cdot 0{,}596\,\mathrm {mA} \cdot 405\,\Omega =483\,\mathrm {mV} }
{\displaystyle U_{\mathrm {ref} }=U_{\mathrm {Basis} }+U_{\mathrm {Temp} }=0{,}702\,\mathrm {V} +0{,}483\,\mathrm {V} =1{,}18\,\mathrm {V} }
Resultate:
R4 = 478 Ω; UBasis = 0,702 V; UTemp = 0,483 V; Uref = 1,18 V
Die im Zahlenspiel ermittelte Ausgangsspannung {\displaystyle U_{\mathrm {ref} }} liegt mit 1,18 V nur einige Prozent unter dem erwarteten Wert von 1,205 V.

## Diskreter Aufbau
In der Praxis kommen nur integrierte Schaltungen zum Einsatz, doch für Laborversuche und zum Elektronikbasteln bietet ein diskreter Aufbau Anreize. Dem steht ein grundlegendes Problem gegenüber, denn Transistor-Arrays zum Erreichen des erforderlichen Verhältnisses des Sättigungssperrstroms sind schwer erhältlich. Ausweg bietet die Reduzierung des Widerstandes von {\displaystyle R_{2}}. Dadurch fließt im Arbeitspunkt durch T2 ein Vielfaches des Stroms durch T1, was einen ähnlichen Effekt hat wie der vielfache Sättigungssperrstrom und die daraus folgende Spannungsstromverstärkung. Ratsam ist die Verwendung eines Doppeltransistors, um die Herstellungsstreuung möglichst gering zu halten und eine gute thermische Kopplung zu erreichen.
Die wichtigsten Formeln dazu zusammengefasst:
{\displaystyle R2={\frac {1}{n}}\cdot R1\ ;\ I_{\mathrm {C2} }=n\cdot I_{\mathrm {C1} }}
{\displaystyle \Delta U_{\mathrm {BE} }=U_{\mathrm {BE2} }-U_{\mathrm {BE1} }=U_{\mathrm {T} }\cdot \ln {\frac {I_{\mathrm {C2} }}{I_{\mathrm {S} }}}-U_{\mathrm {T} }\cdot \ln {\frac {I_{\mathrm {C1} }}{I_{\mathrm {S} }}}=U_{\mathrm {T} }\cdot \ln {n}}
{\displaystyle I_{\mathrm {C1} }={\frac {\Delta U_{\mathrm {BE} }}{R3}}}
{\displaystyle U_{\mathrm {Temp} }=R_{4}\cdot I_{\mathrm {C1} }\cdot \left(1+n\right)=R_{4}\cdot {\frac {\Delta U_{\mathrm {BE} }}{R_{3}}}\cdot \left(1+n\right)={\frac {R_{4}}{R_{3}}}\cdot U_{\mathrm {T} }\cdot \ln {n}\cdot \left(1+n\right)}
{\displaystyle -{\frac {\mathrm {d} U_{\mathrm {Basis} }}{\mathrm {d} T}}={\frac {\mathrm {d} U_{\mathrm {Temp} }}{\mathrm {d} T}}={\frac {R4}{R3}}\cdot {\frac {U_{\mathrm {T} }}{T}}\cdot (1+n)\cdot \ln n}
{\displaystyle m={\frac {R4}{R3}}=-{\frac {\mathrm {d} U_{\mathrm {Basis} }}{\mathrm {d} T}}\cdot {\frac {T}{U_{\mathrm {T} }}}\cdot {\frac {1}{(1+n)\cdot \ln n}}}
{\displaystyle {\frac {\mathrm {d} U_{\mathrm {BE} }}{\mathrm {d} T}}={\frac {\mathrm {d} U_{\mathrm {Basis} }}{\mathrm {d} T}}={\frac {U_{\mathrm {BE} }-(4+M)\cdot U_{\mathrm {T} }-U_{\mathrm {G} }}{T}}}

## Temperatursensor
Als PTAT (proportional to absolute temperature) wird eine Größe bezeichnet, die proportional zur absoluten Temperatur {\displaystyle T} ist. Eine solche Eigenschaft weist ΔUBE und in Folge UTemp in der Brokaw-Zelle auf.
{\displaystyle \Delta U_{\mathrm {BE} }=U_{\mathrm {T} }\cdot \ln n=T\cdot {\frac {k_{\mathrm {B} }}{e_{0}}}\cdot \ln n}
{\displaystyle U_{\mathrm {Temp} }=U_{\mathrm {T} }\cdot 2\cdot {\frac {R_{4}}{R_{3}}}\cdot \ln n=T\cdot {\frac {k_{\mathrm {B} }}{e_{0}}}\cdot 2\cdot {\frac {R_{4}}{R_{3}}}\cdot \ln n}
Dieses Merkmal lässt sich zur Temperaturmessung nutzen und spiegelt direkt die Temperatur des Chip-Materials wider.

## Verschiedenes

„parasitärer“ pnp-Transistor in CMOS-Struktur

Der Begriff curvature correction bezeichnet Maßnahmen zur Kompensation der verbliebenen Temperaturabhängigkeit der Bandabstandsreferenz.
Die für eine Bandabstandsreferenz erforderlichen Bipolartransistoren stehen in CMOS-Technologie nur über das aufwändige BiCMOS zur Verfügung. Deswegen macht man sich den vom Latch-Up-Effekt gefürchteten „parasitären“ pnp-Transistoren zunutze.
Eine Ende der 1990er entwickelte Bandabstandsreferenz basiert auf JFETs. Diese sind unter geschützten Markennamen wie XFET bekannt. Bandabstandsreferenzen dieser Art verfügen über teils bessere Eigenschaften als mit Bipolartransistoren realisierte Schaltungen und können auch bei niedrigeren Versorgungsspannungen eingesetzt werden.